# Sender Bod
Der Langwellensender Bod (auch als Sender Brașov bezeichnet; rumänisch Stația de emisie de la Bod) ist eine große Sendeeinrichtung für Lang- und Mittelwelle in der Nähe von Bod (Brenndorf), nördlich von Brașov (Kronstadt), in Rumänien.
Seit der Abschaltung des auf gleicher Frequenz arbeitenden Senders Donebach am 1. Januar 2015 ist der Sender Bod in den Nachtstunden auch in Deutschland gut zu empfangen.

## Geschichte
1929 begann die Geschichte des Langwellensenders, als Rumänien eine im Ersten Weltkrieg erbeutete Funktelegrafieanlage aus Deutschland in Betrieb nahm. Diese Anlage bestand aus zwei je 40 Meter hohen Teleskopmasten mit einem 750 Watt starken Sender. Mittels Feldmessungen wurde auf der Frequenz 156 kHz ein Standort mit guter Bodenleitfähigkeit gesucht. 
1931 scheiterte der Ankauf eines geeigneten Grundstücks in Feldioara (Marienburg) und man fand kurze Zeit später ein Geeignetes in Bod. Die Sendeantenne wurde provisorisch an zwei 40 Meter hohen Kiefernholzmasten aufgehängt und strahlte eine Leistung von 20 Kilowatt ab.
1933 begann der Bau in Bod nach einem Entwurf des rumänischen Funktechnikers Gheorghe Cartianu-Popescu mit Teilen, die vom italienischen Radiopionier Guglielmo Marconi geliefert wurden. Der hohe Grundwasserspiegel bot gute Ausbreitungsbedingungen, sorgte jedoch für Komplikationen. Das Senderhaus musste auf 15 Meter lange imprägnierte Eichenstämme gebaut werden. 
1934 wies der Luzerner Wellenplan Rumänien die Frequenz von 160 kHz zu.
Im Januar 1935 wurde die aus zwei 225 Meter hohen und in sieben Ebenen abgespannten Sendemasten bestehende Sendeanlage weitgehend fertiggestellt.
Am 1. Januar 1936 ging einer der stärksten Langwellensender auf 160 kHz in Betrieb und wurde mit drei Dieselaggregaten zu je 700 Pferdestärken mit Strom versorgt.
1941 wurde der Sender aufgrund der Übernahme großer Teile Siebenbürgens durch Ungarn von Legionären besetzt, jedoch nicht beschädigt. Ein Mast wurde bei einem späteren Bombenangriff zerstört und 1946 wiederaufgebaut.
1950 wies der Kopenhagener Wellenplan Rumänien die neue Frequenz von 155 kHz zu.
1965 wurde ein neuer 1.200 Kilowatt starker Sender von Thomson-Houston installiert und die Antenne umgebaut. Diese bestand nun aus zwei je 250 Meter hohen abgespannten Stahlfachwerkmasten, die eine Dachkapazität zwischen den Mastspitzen besitzen und einen gefalteten Monopol ergaben.
Am 1. Februar 1986 wies der Genfer Wellenplan Rumänien die heutige Frequenz von 153 kHz zu. 
2003 wurde der alte Sender durch einen volltransistorierten 200 Kilowatt Sender der Firma Harris ersetzt. Seitdem wird über den Langwellensender von 5 Uhr bis 21 Uhr das Programm Radio România Antena Satelor mit einem überwiegenden Folkloremusikprogramm gesendet, anschließend bis 5 Uhr wird das erste Programm des rumänischen Rundfunks Radio România Actualități ausgestrahlt und richtet sich europaweit an die Auswanderer, die 2019 etwa 1/4 der Gesamtbevölkerung ausmachten. Auf dem Gelände sendet auch ein Mittelwellensender, der für Antena Brașovului und Radio Târgu Mureș sendet.